# Finale Stanleyjevega pokala 1926
Finale Stanleyjevega pokala 1926 je potekal od 30. marca do 6. aprila. Za pokal sta se potegovali moštvi Victoria Cougars, prvak lige WHL, in Montreal Maroons, prvak lige NHL. Osvojitve svojega prvega Stanleyjevega pokala se je veselil Montreal, končni izid je bil 3–1 v zmagah. Leta 1926 se je zadnjič zgodilo, da je finale Stanleyjevega pokala pomenil obračun med kluboma dveh različnih lig, saj je liga WHL v sezoni 1926/27 prenehala obstajati. Do danes se tako za pokal nikoli več ni potegovalo nobeno moštvo izven lige NHL.

## Poti do finala
Victoria Cougars so redni del WHL sezone 1925/26 končali na tretjem mestu, a so nato v končnici presenetili prvouvrščeno ekipo rednega dela Edmonton Eskimos ter se s skupnim izidom 5–3 veselili uvrstitve v finale Stanleyjevega pokala.
Montreal Maroonsi so na drugi strani redni del NHL sezone 1925/26 končali na drugem mestu. V 1. krogu končnice so najprej s skupnim izidom 6–4 opravili s tretjeuvrščenimi Pittsburgh Piratesi, zatem so izločili še ekipo Ottawa Hockey Club z izidoma 1–1 in 1–0 za skupnih 2–1. Maroonsi so tako v celotni sezoni osvojili kar tri pokale: poleg Stanleyjevega pokala jim je naslov prvaka končnice lige NHL prinesel še pokal valižanskega princa in pokal O'Brien Trophy.

## Serija
Vse tekme finalne serije so odigrali v dvorani Montreal Forum v Montrealu. Na 1. in 3. tekmi so se sodniki ravnali po pravilih iz lige NHL, medtem ko so na 2. in 4. tekmi obveljala WHL pravila. Maroonsi so skozi celotno serijo dominirali, njihov vratar Clint Benedict je na štirih tekmah zbral kar tri shutoute. V moštvu Maroonsov se je izkazal novinec Nels Stewart, ki je zadel 6 od 10 zadetkov svoje ekipe, med drugim tudi odločilnega na 4. tekmi. Ekipa Victoria je slavila le na tretji tekmi, tedaj je bil izid 3–2.
| Datum                                    | Datum     | Pravila | Zmagovalec       | Izid | Poraženec        | Lokacija       |
| ---------------------------------------- | --------- | ------- | ---------------- | ---- | ---------------- | -------------- |
| 1                                        | 30. marec | NHL     | Montreal Maroons | 3–0  | Victoria Cougars | Montreal Forum |
| 2                                        | 1. april  | WHL     | Montreal Maroons | 3–0  | Victoria Cougars | Montreal Forum |
| 3                                        | 3. april  | NHL     | Victoria Cougars | 3–2  | Montreal Maroons | Montreal Forum |
| 4                                        | 6. april  | WHL     | Montreal Maroons | 2–0  | Victoria Cougars | Montreal Forum |
| Montreal je zmagal serijo s 3–1 v zmagah |           |         |                  |      |                  |                |

## Montreal Maroons, zmagovalci Stanleyjevega pokala, 1926

### Postava
Centri
- Charles Dinny Dinsmore
- Merlyn "Bill" Phillips
- Nels Stewart

  Krila
- Harry Punch Broadbent
- Bernie Brophy†
- Frank Carson
- George Horne †
- Sammy Rothschild

  Branilci
- Duncan Dunc Munro (kapetan)
- Albert Toots Holway
- Reg Noble
- Champman Hobie Kitchen†
- Albert Babe Siebert

(igral tudi na levem krilu)
  Vratarji
- Clint Benedict

  Neigralci
- James Strachan (predsednik), Eddie Gerard (direktor-trener)
- Gordon Cushing, Thomas Arnold (podpredsednika),
- Bill O'Brien (pomočnik trenerja)
- Donat Raymond (direktor), Arthur Cayford (sekretar-zakladnik).

### Vrezano v Stanleyjev pokal
Napaka - trenerja in direktorja (MGR pomeni manager, direktor) Eddieja Gerarda so leta 1969 na drugo različico pokala napačno vrezali, namesto E. GERARD (MGR) so namreč na pokal vrezali F. GERAD (MGR). Isto napako so nato ponovili leta 1992 oziroma 1993, ko so ustvarili repliko pokala.
- Po tej finalni seriji so direktno pod prvotno čašo dodali nov obroč z besedami "Osvojili Montreal 'Maroons' 1925/26." Na pokal so vrezali tako igralce kot neigralce.
- † Na Stanleyjev pokal niso vključili treh igralcev Maroonsov, ki so za klub igrali zgolj v rednem delu - v končnici namreč niso dobili priložnosti.